# Патра (приток Парцы)
Патра — река в Пензенской области (Россия), левый приток Парцы (бассейн Оки).
Протекает в Спасском районе Пензенской области. Исток — около деревни Липяги. Течёт на север, проходит через село Абашево, и затем впадает в реку Парца около села Свищево. Устье реки находится в 108 км от устья Парцы. Длина реки составляет 10 км.

## Данные водного реестра
По данным государственного водного реестра России относится к Окскому бассейновому округу, водохозяйственный участок реки — Мокша от водомерного поста города Темников и до устья, без реки Цна, речной подбассейн реки — Мокша. Речной бассейн реки — Ока.
Код объекта в государственном водном реестре — 09010200412110000028425.